# Fed Cup de 2012
A Fed Cup de 2012 foi a 50ª edição do mais importante torneio entre países do tênis feminino.

## Grupo Mundial
Oito equipes disputaram o título em três rodadas eliminatórias.
|  |                                      |                                  |                                       |                                   |   |                                     |                             |                             |  |  |                         |                         |                         |
|  | Primeira fase 4 e 5 de fevereiro     | Primeira fase 4 e 5 de fevereiro | Primeira fase 4 e 5 de fevereiro      |                                   |   | Semifinais 21 e 22 de abril         | Semifinais 21 e 22 de abril | Semifinais 21 e 22 de abril |  |  | Final 3 a 4 de novembro | Final 3 a 4 de novembro | Final 3 a 4 de novembro |
|  | Primeira fase 4 e 5 de fevereiro     | Primeira fase 4 e 5 de fevereiro | Primeira fase 4 e 5 de fevereiro      |                                   |   | Semifinais 21 e 22 de abril         | Semifinais 21 e 22 de abril | Semifinais 21 e 22 de abril |  |  | Final 3 a 4 de novembro | Final 3 a 4 de novembro | Final 3 a 4 de novembro |
|  | Moscou, Rússia – duro (coberto)      |                                  |                                       |                                   |   |                                     |                             |                             |  |  |                         |                         |                         |
|  |                                      |                                  |                                       |                                   |   |                                     |                             |                             |  |  |                         |                         |                         |
|  | 1                                    | Rússia                           | 3                                     |                                   |   |                                     |                             |                             |  |  |                         |                         |                         |
|  | 1                                    | Rússia                           | 3                                     | Moscou, Rússia – saibro (coberto) |   |                                     |                             |                             |  |  |                         |                         |                         |
|  |                                      | Espanha                          | 2                                     |                                   |   |                                     |                             |                             |  |  |                         |                         |                         |
|  |                                      | Espanha                          | 2                                     |                                   | 1 | Rússia                              | 2                           |                             |  |  |                         |                         |                         |
|  | Charleroi, Bélgica – duro (coberto)  |                                  |                                       |                                   | 1 | Rússia                              | 2                           |                             |  |  |                         |                         |                         |
|  |                                      |                                  |                                       | Sérvia                            | 3 |                                     |                             |                             |  |  |                         |                         |                         |
|  |                                      | Sérvia                           | 3                                     | Sérvia                            | 3 |                                     |                             |                             |  |  |                         |                         |                         |
|  |                                      | Sérvia                           | 3                                     |                                   |   | Praga, Rep. Tcheca – duro (coberto) |                             |                             |  |  |                         |                         |                         |
|  | 4                                    | Bélgica                          | 2                                     |                                   |   |                                     |                             |                             |  |  |                         |                         |                         |
|  | 4                                    | Bélgica                          | 2                                     |                                   |   |                                     | Sérvia                      | 1                           |  |  |                         |                         |                         |
|  | Biella, Suíça – saibro (coberto)     |                                  |                                       |                                   |   |                                     | Sérvia                      | 1                           |  |  |                         |                         |                         |
|  |                                      |                                  | 2                                     | República Checa                   | 3 |                                     |                             |                             |  |  |                         |                         |                         |
|  | 3                                    | Itália                           | 2                                     | República Checa                   | 3 | 3                                   |                             |                             |  |  |                         |                         |                         |
|  | 3                                    | Itália                           | Ostrava, Rep. Tcheca – duro (coberto) |                                   |   | 3                                   |                             |                             |  |  |                         |                         |                         |
|  |                                      | Ucrânia                          | 2                                     |                                   |   |                                     |                             |                             |  |  |                         |                         |                         |
|  |                                      | Ucrânia                          | 2                                     |                                   | 3 | Itália                              | 1                           |                             |  |  |                         |                         |                         |
|  | Stuttgart, Alemanha – duro (coberto) |                                  |                                       |                                   | 3 | Itália                              | 1                           |                             |  |  |                         |                         |                         |
|  |                                      |                                  | 2                                     | República Checa                   | 4 |                                     |                             |                             |  |  |                         |                         |                         |
|  |                                      | Alemanha                         | 2                                     | República Checa                   | 4 | 1                                   |                             |                             |  |  |                         |                         |                         |
|  |                                      | Alemanha                         |                                       |                                   |   |                                     |                             |                             |  |  |                         |                         |                         |
|  | 2                                    | República Checa                  | 4                                     |                                   |   |                                     |                             |                             |  |  |                         |                         |                         |
|  | 2                                    | República Checa                  | 4                                     |                                   |   |                                     |                             |                             |  |  |                         |                         |                         |

## Grupo Mundial II
Segunda divisão da Fed Cup. As equipes vencedoras vão para a Repescagem do Grupo Mundial, enquanto que as perdedoras, para a Repescagem do Grupo Mundial II.
Datas: 4 e 5 de fevereiro.
| Cidade         | Piso             | Equipe mandante    | Equipe visitante | Resultado |
| -------------- | ---------------- | ------------------ | ---------------- | --------- |
| Worcester      | duro (coberto)   | Estados Unidos (1) | Bielorrússia     | 5–0       |
| Kobe           | duro (coberto)   | Japão (4)          | Eslovénia        | 5–0       |
| Bratislava     | duro (coberto)   | Eslováquia (3)     | França           | 3–2       |
| Granges-Paccot | saibro (coberto) | Suíça              | Austrália (2)    | 1–4       |

## Repescagem do Grupo Mundial
As equipes perdedoras da primeira rodada do Grupo Mundial enfrentam as vencedoras do Grupo Mundial II por um lugar na primeira divisão do ano seguinte.
Datas: 21 e 22 de abril.
| Cidade    | Piso             | Equipe mandante | Equipe visitante   | Resultado |
| --------- | ---------------- | --------------- | ------------------ | --------- |
| Kharkiv   | saibro           | Ucrânia         | Estados Unidos (1) | 0–5       |
| Tóquio    | duro (coberto)   | Japão           | Bélgica (2)        | 4–1       |
| Marbella  | saibro           | Espanha (3)     | Eslováquia         | 2–3       |
| Stuttgart | saibro (coberto) | Alemanha        | Austrália (4)      | 2–3       |

- Austrália,  Eslováquia,  Estados Unidos e  Japão foram promovidas e disputarão o Grupo Mundial em 2013.
- Alemanha,  Bélgica,  Espanha e  Ucrânia foram rebaixadas e disputarão o Grupo Mundial II em 2013.

## Repescagem do Grupo Mundial II
As equipes perdedoras do Grupo Mundial II enfrentam as vencedoras dos zonais do Grupo I - duas da Europa/África, uma da Ásia/Oceania e uma das Américas.
Datas: 21 e 22 de abril.
| Cidade            | Piso           | Equipe mandante | Equipe visitante | Resultado |
| ----------------- | -------------- | --------------- | ---------------- | --------- |
| Besançon          | duro (coberto) | França (1)      | Eslovénia        | 5–0       |
| Yverdon-les-Bains | duro (coberto) | Suíça (2)       | Bielorrússia     | 4–1       |
| Borås             | duro (coberto) | Suécia (3)      | Grã-Bretanha     | 4–1       |
| Buenos Aires      | saibro         | Argentina (4)   | China            | 4–1       |

- França e  Suíça permanecerão no Grupo Mundial II em 2013.
- Argentina e  Suécia foram promovidas e disputarão o Grupo Mundial II em 2013.
- China e  Grã-Bretanha permanecerão nos respectivos zonais em 2013.
- Bielorrússia e  Eslovénia foram rebaixadas e disputarão os respectivos zonais em 2013.

## Zonal das Américas
Os jogos de cada grupo acontecem ao longo de uma semana em sede única, previamente definida.

### Grupo I
a) Round robin: todas contra todas em seus grupos (2);
b) Eliminatórias: primeira colocada contra primeira (a vencedora joga a Repescagem do Grupo Mundial II), segunda contra segunda (decisão do 3º e 4º lugar); última de um grupo contra penúltima de outro, e vice-versa (as perdedoras são rebaixadas para o grupo II do zonal).
Datas: 30 de janeiro a 4 de fevereiro.
Repescagem de promoção
| Cidade   | Piso   | Equipe 1  | Equipe 2 | Resultado |
| -------- | ------ | --------- | -------- | --------- |
| Curitiba | saibro | Argentina | Colômbia | 2–0       |

- Argentina disputará a Repescagem do Grupo Mundial II.
- Bahamas e  Bolívia foram rebaixadas e disputarão o Grupo II em 2013.

### Grupo II
a) Round robin: todas contra todas em seus grupos (2);
b) Eliminatórias: primeira de um grupo contra segunda de outro, e vice-versa (as vencedoras são promovidas para o grupo I do zonal); terceira contra terceira (decisão do 5º e 6º lugar) e quarta contra quarta (decisão do 7º e 8º lugar)
Datas: 16 a 21 de abril.
Repescagem de promoção
| Cidade      | Piso   | Equipe 1          | Equipe 2 | Resultado |
| ----------- | ------ | ----------------- | -------- | --------- |
| Guadalajara | saibro | Trindade e Tobago | México   | 0–2       |
| Guadalajara | saibro | Guatemala         | Chile    | 0–2       |

- Chile e  México foram promovidas e disputarão o Grupo I em 2013.

### Grupo III
a) Round robin: todas contra todas em seus grupos (2);
b) Eliminatórias: primeira de um grupo contra segunda de outro, e vice-versa (as vencedoras são promovidas para o grupo II do zonal); terceira contra terceira e quarta contra quarta (decisão do 5º ao 8º lugar); e quinta contra quinta (decisão do 9º e 10º lugar).
Datas: 16 a 21 de abril.
Repescagem de promoção
| Cidade | Piso   | Equipe 1 | Equipe 2 | Resultado |
| ------ | ------ | -------- | -------- | --------- |
| Cairo  | saibro | Marrocos | Lituânia | 1–2       |
| Cairo  | saibro | Irlanda  | Tunísia  | 1–2       |

- Lituânia e  Tunísia foram promovidas e disputarão o Grupo II em 2013.

## Zonal da Ásia e Oceania
Os jogos de cada grupo acontecem ao longo de uma semana em sede única, previamente definida.

### Grupo I
a) Round robin: todas contra todas em seus grupos (2);
b) Eliminatórias: primeira colocada contra primeira (a vencedora joga a Repescagem do Grupo Mundial II), segunda contra segunda (decisão do 3º e 4º lugar) e última contra última (a perdedora é rebaixada para o grupo II do zonal).
Datas: 1 a 4 de fevereiro.
Repescagem de promoção
| Cidade   | Piso | Equipe 1 | Equipe 2    | Resultado |
| -------- | ---- | -------- | ----------- | --------- |
| Shenzhen | duro | China    | Cazaquistão | 2–0       |

- China disputará a Repescagem do Grupo Mundial II.
- Indonésia foi rebaixada e disputará o Grupo II em 2013.

### Grupo II
a) Round robin: todas contra todas em seus grupos (2);
b) Eliminatórias: primeira colocada contra primeira (a vencedora é promovida para o grupo I do zonal), segunda contra segunda (decisão do 3º e 4º lugar), terceira contra terceira (decisão do 5º e 6º lugar), quarta contra quarta (decisão do 7º e 8º lugar) e quinta contra quinta (decisão do 9º e 10º lugar).
Datas: 30 de janeiro a 4 de fevereiro.
Repescagem de promoção
| Cidade   | Piso           | Equipe 1  | Equipe 2 | Resultado |
| -------- | -------------- | --------- | -------- | --------- |
| Shenzhen | duro (coberto) | Hong Kong | Índia    | 1–2       |

- Hong Kong foi promovida e disputará o Grupo I em 2013.

## Zonal da Europa e África
Os jogos de cada grupo acontecem ao longo de uma semana em sede única, previamente definida.

### Grupo I
a) Round robin: todas contra todas em seus grupos (4);
b) Eliminatórias: em dois jogos cada segmento, primeiras colocadas contra primeiras (as vencedoras jogam a Repescagem do Grupo Mundial II), segundas contra segundas (decisão do 5º ao 8º lugar), terceira contra terceira (decisão do 9º ao 12º lugar - por ter um grupo com uma equipe a menos, uma das terceiras não joga repescagem) e últimas contra últimas (as perdedoras são rebaixadas para o grupo II do zonal).
Datas: 1 a 4 de fevereiro.
Repescagem de promoção
| Cidade | Piso | Equipe 1 | Equipe 2     | Resultado |
| ------ | ---- | -------- | ------------ | --------- |
| Eilat  | duro | Áustria  | Grã-Bretanha | 0–2       |
| Eilat  | duro | Suécia   | Polónia      | 2–1       |

- Grã-Bretanha e  Suécia disputarão a Repescagem do Grupo Mundial II.
- Estónia e  Grécia foram rebaixadas e disputarão o Grupo II em 2013.

### Grupo II
a) Round robin: todas contra todas em seus grupos (2);
b) Eliminatórias: primeira de um grupo contra segunda de outro, e vice-versa (as vencedoras são promovidas para o grupo I do zonal); e penúltima de um grupo contra última de outro, e vice-versa (as perdedoras são rebaixadas para o grupo III do zonal).
Datas: 18 a 21 de abril.
Repescagem de promoção
| Cidade | Piso   | Equipe 1      | Equipe 2 | Resultado |
| ------ | ------ | ------------- | -------- | --------- |
| Cairo  | saibro | África do Sul | Turquia  | 0–3       |
| Cairo  | saibro | Montenegro    | Geórgia  | 0–3       |

- Geórgia e  Turquia foram promovidas e disputarão o Grupo I em 2013.
- Dinamarca e  Dinamarca foram rebaixadas e disputarão o Grupo III em 2013.